# Ерда (Юта)
Ерда (англ. Erda) — переписна місцевість (CDP) в США, в окрузі Туела штату Юта. Населення — 3673 особи (2020).

## Географія
Ерда розташована за координатами 40°36′8″ пн. ш. 112°19′31″ зх. д. / 40.60222° пн. ш. 112.32528° зх. д. (40.602236, -112.325370).  За даними Бюро перепису населення США в 2010 році переписна місцевість мала площу 57,55 км², уся площа — суходіл. В 2017 році площа становила 48,94 км², уся площа — суходіл.

## Демографія
Згідно з переписом 2010 року, у переписній місцевості мешкали 4642 особи в 1260 домогосподарствах у складі 1137 родин. Густота населення становила 81 особа/км².  Було 1306 помешкань (23/км²).
Расовий склад населення:
| - 93,1 % — білих - 0,9 % — азіатів - 0,8 % — корінних американців - 0,7 % — чорних або афроамериканців - 0,3 % — вихідців з тихоокеанських островів - 2,1 % — осіб інших рас |

До двох чи більше рас належало 2,1 %. Частка іспаномовних становила 7,7 % від усіх жителів.
За віковим діапазоном населення розподілялося таким чином: 40,0 % — особи молодші 18 років, 55,0 % — особи у віці 18—64 років, 5,0 % — особи у віці 65 років та старші. Медіана віку мешканця становила 29,0 року. На 100 осіб жіночої статі у переписній місцевості припадало 100,1 чоловіків;  на 100 жінок у віці від 18 років та старших — 100,8 чоловіків також старших 18 років.
Середній дохід на одне домашнє господарство  становив 83 369 доларів США (медіана — 72 344), а середній дохід на одну сім'ю — 87 674 долари (медіана — 75 481). Медіана доходів становила 52 500 доларів для чоловіків та 26 728 доларів для жінок. За межею бідності перебувало 3,9 % осіб, у тому числі 0,0 % дітей у віці до 18 років та 4,0 % осіб у віці 65 років та старших.
Цивільне працевлаштоване населення становило 1093 особи. Основні галузі зайнятості: освіта, охорона здоров'я та соціальна допомога — 26,3 %, виробництво — 18,4 %, науковці, спеціалісти, менеджери — 11,6 %, публічна адміністрація — 9,3 %.